# Gerbillurus vallinus
Gerbillurus vallinus és una espècie de mamífer rosegador de la família dels múrids. Viu a l'oest de Sud-àfrica i el sud-oest de Namíbia. Els seus hàbitats naturals són les planes de grava, les zones de sorra consolidada i els llits de rius secs. Està potencialment amenaçat per l'augment del sobrepasturatge de la vegetació àrida, però no es considera una amenaça greu per a la seva supervivència.